# Bercel (keresztnév)
A Bercel férfinév eredete homályos. Egyes feltételezések szerint egy – a magyarokhoz csatlakozott – bolgár-török népcsoport, a barszilok (berszilek, bercelek) nevéből származik. (Bars jelentése a törökben párduc, az il kifejezés értelme pedig tartomány.) Mások szerint a bérc és az elü szavak összetétele, amelynek jelentése a bércen túli rész.[forrás?]

## Gyakorisága
Az 1990-es években szórványosan fordult elő, a 2000-es években nem szerepel a 100 leggyakoribb férfinév között.

## Névnapok
- március 29.[2]
- június 3.[2]